# Old Law
East Old Law e West Old Law sono una coppia di dromi, distanti tra loro 122 metri, situati sulla punta detta "Guile Point", all'ingresso del porto di Lindisfarne, una piccola isola tidale sulla costa del Northumberland (Inghilterra). Consistono in due obelischi in pietra alti rispettivamente 21 metri (East Old Law) e 25 metri (West Old Law) aventi la funzione di segnalamenti marittimi ottici, il cui allineamento indica la direzione che le imbarcazioni devono mantenere per l'avvicinamento al porto. Su quello ad est, East Old Law, è stato installato un segnale luminoso, rendendolo così un fanale noto come Guile Point East Lighthouse.

## Storia
La lingua di Guile Point fu una delle principali cause del grande numero di naufragi, soprattutto di pescherecci, che si verificarono nel Mare del Nord intorno a "Holy Island" (o Lindisfarne) nel primo decennio del XIX secolo e che costarono fino a 700 vite umane in un solo anno.
Per ridurre gli incidenti nella zona di Lindisfarne Trinity House, l'Autorità generale britannica per i fari, fece costruire alcuni segnalamenti diurni: tra il 1801 ed il 1810 fu eretta una piramide alta 35 piedi sulla punta più nord-orientale di Holy Island, Emmanuel Head, tuttora esistente. Per guidare invece l'ingresso al piccolo porto di Lindisfarne, Trinity House commissionò all'architetto John Dobson di Newcastle la costruzione dei due obelischi di "Old Law", il cui allineamento avrebbe fornito la direzione alle imbarcazioni in entrata. Non è chiaro quando furono costruiti esattamente: si ritiene tra il 1820 ed il 1840, ma Trinity House li data ad un più recente 1859.
Sul dromo orientale venne installato un fanale luminoso, ma la gestione fu affidata alle autorità locali e non a Trinity House.
Un verbale di Trinity House del 7 giugno 1937 riferisce che il fanale fu danneggiato da un fulmine che colpì l'obelisco ed est e che necessitava riparazione, riportando anche un preventivo di 50 sterline comprensivo dei ponteggi.
Il fanale non viene citato dalla lista dei fari dell'Ammiragliato (Admiralty List of Lights & Fog Signals) fino all'edizione del 1993. Nel 1995 la gestione passò a Trinity House, che installò un nuovo fanale alimentato da pannelli fotovoltaici.

## Il fanale
Il fanale attuale è una luce direzionale fissata a 7 metri di altezza (9 metri dal livello medio del mare) sul lato orientale dell'obelisco East Old Law che emette una luce intermittente bianca, rossa o verde a seconda dell punto di osservazione: quando l'imbarcazione si trova sul corretto allineamento il pilota vede la luce bianca, mentre se è disallineata vedrà la luce rossa o verde; il periodo è di 6 secondi con una eclissi di 2 secondi.

## Heug Hill
Nel 1995 Trinity House, divenuta responsabile dell'avvicinamento al porto di Lindisfarne, installò un'ulteriore fanale all'ingresso di quest'ultimo. Noto come fanale di Heugh Hill (in inglese:"Heugh Hill lighthouse"), si tratta di una struttura metallica alta 8 metri con un fanale direzionale intermittente, simile a quello installato sull'obelisco di East Old Law, la cui luce appare bianca, rossa o verde a seconda della direzione. Si trova sulla costa sud di Holy Island, appena ad ovest del porto.